# Filindeu
Il filindeu è un tipo di pasta per minestra formata da sottilissimi fili sovrapposti in tre strati incrociati, ricavati con abilità manuale da un impasto con semola di grano duro, che viene poi cotta nel brodo di pecora e condita con pecorino fresco. Per estensione, viene chiamata filindeu anche la minestra stessa.
Sull'origine del termine filindeu vi sono diverse ipotesi: potrebbe derivare dalla contrazione e storpiatura di "fili di Dio" con il quale si sarebbe definito un piatto tradizionalmente servito ai pellegrini oppure dal termine in lingua araba fidaws che significa "capelli", che si sarebbe trasformato, dopo la conquista spagnola dell'Isola in fideos, per poi cambiare ancora, nel sardo arcaico findeus e findeos e quindi all'attuale filindeu.

## Tradizione
Da secoli, durante le notti del primo maggio e del 4 ottobre, il santuario campestre di San Francesco di Lula, sorto dove, nel XVII secolo, un bandito nuorese aveva edificato una piccola chiesa come ex voto per essere stato scagionato dalle accuse, viene raggiunto dai fedeli che partono a piedi dalla chiesa del Rosario di Nuoro. All'arrivo, dopo un cammino di diversi chilometri, i priori offrono ai pellegrini il sostanzioso piatto di minestra.
La preparazione della pasta per la minestra, fatta esclusivamente a mano, viene tramandata dalle donne di generazione in generazione e in epoca moderna sono poche, una decina in tutto, le signore che conservano la tradizione un tempo più diffusa.

## Preparazione
L'impasto costituito da semola di grano duro e acqua viene lavorato manualmente per un'ora idratandolo continuamente con una soluzione di acqua e sale fino a raggiungere la consistenza ottimale. La pasta, tagliata a pezzi da un etto, viene prima arrotolata in cilindri e quindi "tirata" a mano e piegata in due, poi in quattro e così continuando per altre sei volte. Si ottiene così una serie di 256 (28) lunghi fili da stendere su un piano tondo di mezzo metro di diametro o più, realizzato in foglie di asfodelo per favorire l'essiccazione. Una volta ricoperto tutto il piano con fili paralleli, si posano altre serie di fili con orientamento divergente di circa sessanta gradi per altri due strati e si lascia essiccare. Tagliato a pezzi, il filindeu viene immerso nel brodo di carne di pecora in ebollizione e, infine, si aggiunge il pecorino fresco acidificato.